# Georg Bujack

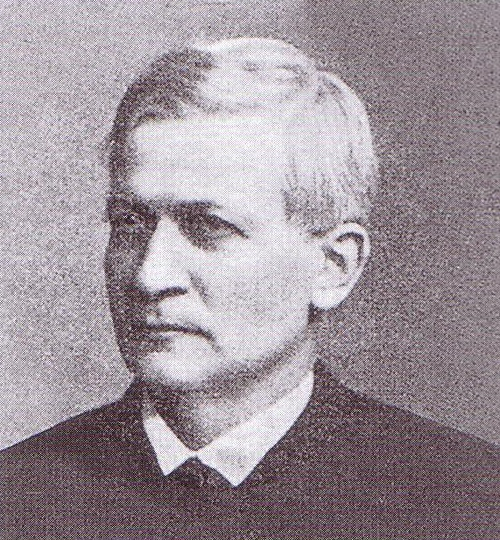
Georg Bujack

Georg Bujack (* 12. Juni 1835 in Königsberg i. Pr.; † 18. März 1891 ebenda) war ein deutscher Prähistoriker.

## Leben und Bedeutung
Bujacks Vater war Johann Gottlieb Bujack (1787–1840), Gymnasialprofessor am Collegium Fridericianum. Dort bestand Georg Bujack am 29. September 1855 das Abitur. Ab dem folgenden Wintersemester studierte er an der Albertus-Universität Königsberg Philologie. 1859 wurde er zum Dr. phil. promoviert.
Von der wissenschaftlichen Prüfungskommission zu Königsberg i. Pr. erhielt er 1860 die Lehrbefähigung in Geschichte und Geographie für alle Klassen. Das Probejahr durchlief er 1860/61 am Kneiphöfischen Gymnasium. Ab Ostern 1861 war er Lehrer am Altstädtischen Gymnasium. 1877 wurde er zum Oberlehrer ernannt.
Der ostpreußischen Urgeschichte verschrieben, wurde er 1869 Kustos und 1872 Vorsitzender der Altertumsgesellschaft Prussia, die unter ihm einen beachtlichen Aufschwung nahm. Bujack widmete sich besonders Ausgrabungen. Zum Gymnasialprofessor ernannt, schrieb er einen „sehr sorgfältigen“ Katalog der Prussia-Sammlung und bis zu seinem Tod die Sitzungsberichte des Prussia-Museums. Über lange Zeit war er Sekretär der Königlichen Deutschen Gesellschaft. Die Provinzialstände übertrugen ihm die Geschäfte eines Provinzialarchivars.
Georg Bujack starb im Alter von 56 Jahren.

## Publikationen
- Die Ruine Rheden. Skizze aus der Geschichte des deutschen Ordens. In: Neue Preußische Provinzial-Blätter. Folge 3, Bd. 11, 1866, S. 200–213.
- Die Littauischen Kriegsreisen des deutschen Ordens im 14. Jahrhundert. Nach der Chronik eines Zeitgenossen. In: Zeitschrift für Preußische Geschichte und Landeskunde. Bd. 4, 1867, S. 655–681.
- Das Söldnerwesen des Deutschen Ordensstaats in Preußen bis 1466. In: Zeitschrift für Preußische Geschichte und Landeskunde. Bd. 6, 1869, S. 717–736.
- Das erste Triennium des Comité der Ostpreußischen und Litauischen Stände. 4. 1887.
- Gräberfeld in der Drusker Forst, Kreis Wehlau. 1888.
- Eine Riesen-Fibula, Weszaiten, Kreis Heydekrug. 1888.
- Das Commissorium der Landesdeputierten der Provinz Preußen und Litauen in Berlin im Jahre 1811. 1889.
- Das Gräberfeld bei Rogehnen, Kreis Fischhausen. 1889.
- Scharnhorsts Leben vor der Schlacht bei Pr. Eylau. 1890.
- Zum Andenken an Kaiser Wilhelm I. 1890.

### Altpreußische Monatsschrift
- Regesten zu den littauischen Kriegsreisen des deutschen Ordens. (Nach Wigand.). In: Altpreußische Monatsschrift. NF Bd. 6, 1869, S. 509–518.
- Die Waffenhalle des Herrn Blell auf Tüngen bei Wormditt. In: Altpreußische Monatsschrift. NF Bd. 10, 1873, S. 124–139.
- Der preussische Landtag in Königsberg im Jahre 1594. In: Altpreußische Monatsschrift. NF Bd. 22, 1885, S. 472–485.

### Programm Altstädtisches Gymnasium
- Der Deutsche Orden und der Herzog Witold von Littauen. In: Bericht über das Altstädtische Gymnasium zu Königsberg i. Pr. Ostern 1868 bis Ostern 1869, S. 1–24.
- Zur Bewaffnung und Kriegsführung der Ritter des deutschen Ordens in Preußen. In: Bericht über das Altstädtische Gymnasium zu Königsberg i. Pr. Ostern 1887 bis Ostern 1888, S. 1–22.

### Sitzungsberichte der Prussia
- Über die Waffen und den Schmuck der germanischen Stämme im 5. und 6. Jahrhundert. 1875.
- Unterwerfung des Bartener Landes. 1876.
- Burgwälle in der Umgebung von Rastenburg. 1876.
- Über Gr. Schwansfeld, Kreis Friedland. 1877.
- Der Städtekrieg in Preußen 1454 bis 1466. 1877.
- Antiquarische Untersuchungen in Sudauen, Galindien und Süd-Barten. 1877.
- Das Bernsteinland und die Bernsteinstraßen. 1878.
- Der runde Berg bei Passenheim. 1879.
- Ein Ganggrab bei Ruhden, Kreis Lötzen. 1880.
- Über die späteren Jahre der Regierung Herzog Albrecht Friedrichs. 1882.
- Über Martin Luthers Beziehungen zu Altpreußen. 1883.
- Gräberfeld des älteren Eisenalters in der Oberförsterei Rotebude, Kreis Lötzen. I1884.
- Das Wappen des Deutschen Ordens. 1885.
- Ein Trenk-Becher. 1885.
- Das Fürstenauer Gräberfeld, Kreis Rastenburg. 1886.
- Ein Wachhaus aus der letzten heidnischen Zeit zu Bosemb, Kreis Sensburg und ein Übungsplatz zu Wolka, Kreis Rastenburg. 1886.
- Zum Andenken des Freiherrn von Printz auf Plinken. 1887.
- Ein hundertjähriger Gedenktag der Familie Bujack. 1887.
- Schanzen und Schloßberge zu Taplacken, Gr. Schleuse, Lischkau und Kraplau, Kreis Wehlau. 1887.
- Der Aufenthalt des Bildhauers Freiherrn von Printz zu Paris 1848. 1887.
- Das Gräberfeld der römischen Periode zu Grebieten, Kreis Fischhausen. 1887.
- Drei Hügelgräber zu Doben, Kreis Angerburg. 1887.

## Ehrungen
- Königlicher Kronen-Orden (Preußen) (September 1881)
- Kgl. Professor (März 1889)